# Jegor Wladimirowitsch Milowsorow
Jegor Wladimirowitsch Milowsorow (russisch Егор Владимирович Миловзоров; * 19. November 1987 in Nowosibirsk, Russische SFSR) ist ein russischer Eishockeyspieler, der seit Dezember 2018 erneut  bei HK Sibir Nowosibirsk in der Kontinentalen Hockey-Liga unter Vertrag steht.      

## Karriere
Jegor Milowsorow begann seine Karriere als Eishockeyspieler in seiner Heimatstadt in der Nachwuchsabteilung des HK Sibir Nowosibirsk, für dessen Profimannschaft er von 2005 bis 2010, zunächst in der Superliga und ab der Saison 2008/09 in der neu gegründeten Kontinentalen Hockey-Liga - aktiv war. Zur Saison 2010/11 wechselte der Angreifer innerhalb der KHL zum Liganeuling OHK Dynamo, der aus der Fusion des HK Dynamo Moskau und des HK MWD Balaschicha entstand.
Zur Saison 2011/12 wechselte Milowsorow innerhalb der KHL zum HK Jugra Chanty-Mansijsk. Nach einem Tor und vier Vorlagen in 14 Spielen wurde er im Oktober 2011 im Tausch gegen Anton Kryssanow zu Neftechimik Nischnekamsk transferiert.
Im Dezember 2016 verließ er Neftechimik und schloss sich seinem Heimatverein Sibir an. Nach der Saison 2016/17 wechselte er zu Awtomobilist Jekaterinburg.

## Statistik
(Stand: Ende der Saison 2018/19)